# 陳芷町
陳芷町（1897年—1962年），本名方，字芷町，號荒齋，江西省石城縣山鄉人。臺灣政治人物、書畫家，善畫墨竹和作詩，為七友畫會的一員。

## 生平
陳芷町自幼從飽學之士的父親陳善吾學習，而後於南昌高等學堂畢業:71。他曾服務於《申報》、《商報》、北平《大同晚報》，而後以其文采與學識先後擔任過中華民國政務局長及總統府第二局局長。1949年陳芷町辭去所有公職，南下廣州及香港，專心作畫，並舉行畫展。後於1953年赴臺灣，總統府聘為國策顧問，曾在台北中山堂舉辦個展:31。
陳芷町與許多書畫名家如齊白石、傅抱石、李研山、張大千等均有交往。對古代名家如蘇東坡、柯九思、吳仲圭等等的真蹟曾苦心鑽研。他被當時一眾名家公認為畫墨竹的一流高手，葉公超評其墨竹為「近百年來所僅有」，張大千推其為當代第一人。晚年寓居台北，並與馬壽華、高逸鴻等組成「七友畫會」。其作品出版有《芷町竹譜》、《芷町書會選》及《陳芷町書畫作品集》等。
陳芷町有入室弟子鍾壽仁、譚以宏等人。

## 註解
1. ↑  《芷町竹譜》為陳方授藝，羅尚先生撰述，出版時間、出版者不詳。
2. ↑  《陳芷町書畫作品集》是在陳方過世後，生前固有整理出版其一生較代表性作品，於1963年4月出版。

## 外部連結
- 國立歷史博物館典藏陳方作品